# 斯卡洛塔斯峰
46°43′19.5″N 9°30′43.2″E / 46.722083°N 9.512000°E

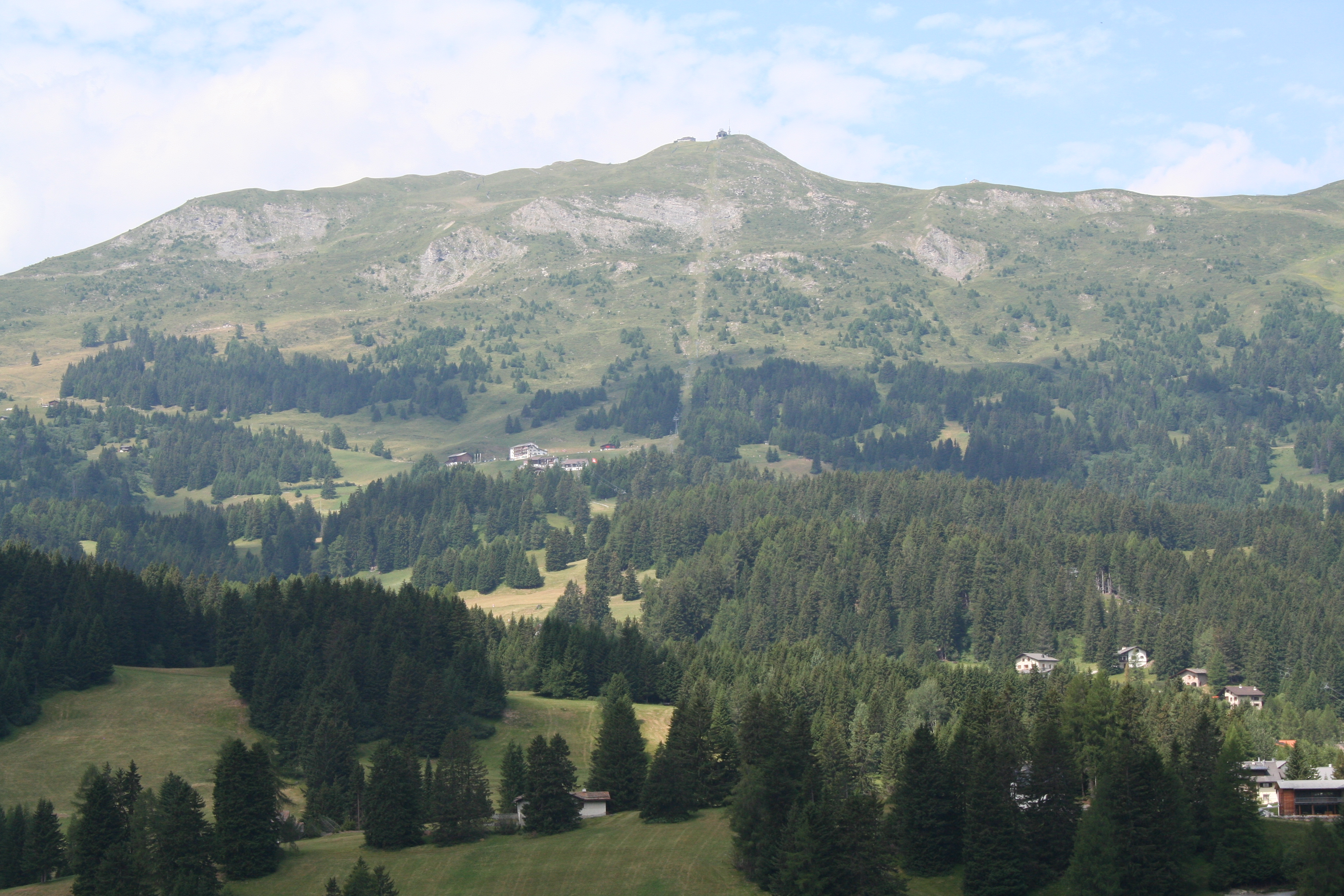

斯卡洛塔斯峰（Piz Scalottas），是瑞士的山峰，位於該國東南部，由格勞賓登州負責管轄，屬於普萊蘇爾阿爾卑斯山脈的一部分，海拔高度2,323米，每年平均降雨量1,729毫米。